# William Devane
William Joseph Devane (* 5. září 1939, Albany, New York) je americký filmový a televizní herec. Hrál mimo jiné ve třech epizodách seriálu Hvězdná brána.

## Filmografie
- 2014 – Interstellar
- 2012 – Temný rytíř povstal
- 2012 – Red Clover
- 2011 – Flag of My Father
- 2010 – The Kane Files: Life of Trial
- 2010 – The River Why
- 2009 – Chasing the Green
- 2009 – The Least Among You
- 2009 – The River Why
- 2008 – The Fall
- 2008 – Hvězdná brána: Návrat (video film)
- 2007 – Jesse Stone: Sea Change (TV film)
- 2006 – Payback: Straight Up - The Director's Cut
- 2006 – Smrt v ráji (TV film)
- 2004 – Deceit (TV film)
- 2003 – Muž se srdcem kovboje (TV film)
- 2003 – The Wind Effect
- 2002 – Šerif
- 2002 – Threat of Exposure
- 2002 – Vánoční návštěvník (TV film)
- 2001 – "24 hodin" (TV seriál)
- 2001 – Vesmírný závod
- 2000 – Blízko smrti (TV film)
- 2000 – The Man Who Used to Be Me (TV film)
- 2000 – "The Michael Richards Show" (TV seriál)
- 2000 – Muž bez stínu
- 2000 – Poor White Trash
- 2000 – Vesmírní kovbojové
- 1999 – Odplata
- 1999 – "Turks" (TV seriál)
- 1997 – Absolutní pravda (TV film)
- 1997 – Doomsday Rock (TV film)
- 1997 – Exception to the Rule
- 1997 – Hvězdná brána (TV seriál)
- 1997 – "Knots Landing: Back to the Cul-de-Sac" (TV seriál)
- 1996 – "Předčasné vydání" (TV seriál)
- 1996 – Zapomenuté hříchy (TV film)
- 1995 – Falling from the Sky: Flight 174 (TV film)
- 1995 – "The Monroes" (TV seriál)
- 1995 – Noční hlídka (TV film)
- 1995 – Virus (TV film)
- 1994 – Lady In Waiting
- 1994 – Pro lásku k Nancy (TV film)
- 1993 – The Knots Landing Block Party, The (TV film)
- 1993 – "Phenom" (TV seriál)
- 1993 – Prophet of Evil: The Ervil LeBaron Story (TV film)
- 1993 – Rubdown (TV film)
- 1992 – Obsessed (TV film)
- 1992 – The President's Child (TV film)
- 1991 – Nightmare in Columbia County (TV film)
- 1991 – "A Woman Named Jackie" (TV seriál)
- 1990 – Chips, the War Dog (TV film)
- 1990 – Vital Signs
- 1990 – Vražda na dobírku (TV film)
- 1989 – Vražda v Central Parku (TV film)
- 1987 – Pátrání v čase (TV film)
- 1984 – Battle of the Network Stars XVII (TV film)
- 1984 – Hadley's Rebellion
- 1984 – With Intent to Kill (TV film)
- 1983 – Testament
- 1983 – Vrah se nikdy nemýlí (TV film)
- 1981 – Bláznivá dálnice / Dálnice do Zapadákova
- 1981 – The Other Victim (TV film)
- 1981 – Red Flag: The Ultimate Game (TV film)
- 1980 – "From Here to Eternity" (TV seriál)
- 1979 – Amíci
- 1979 – Battle of the Network Stars VI (TV film)
- 1979 – The Dark
- 1979 – "From Here to Eternity" (TV seriál)
- 1979 – "Knots Landing" (TV seriál)
- 1978 – Battle of the Network Stars V (TV film)
- 1978 – "Black Beauty" (TV seriál)
- 1977 – The Bad News Bears in Breaking Training
- 1977 – Bez slitování
- 1977 – Red Alert (TV film)
- 1976 – Maratónec
- 1976 – Rodinné spiknutí
- 1975 – Fear on Trial (TV film)
- 1975 – Vyšetřovací zpráva
- 1974 – The Missiles of October (TV film)
- 1973 – The Bait (TV film)
- 1973 – Crime Club (TV film)
- 1972 – Irish Whiskey Rebellion
- 1971 – The 300 Year Weekend
- 1971 – McCabe a paní Millerová
- 1971 – Mortadela
- 1971 – My Old Man's Place
- 1971 – The Pursuit of Happiness
- 1967 – In the Country